# Leandro Colloredo
Leandro Colloredo (castelo de Colloredo di Montalbano, 15 de abril de 1639 - Roma, 11 de janeiro de 1709) foi um cardeal do século XVIII

## Biografia
Nasceu em castelo de Colloredo di Montalbano 15 de abril de 1639. Filho de Fabio II Colloredo e Claudia Colloredo. Batizado no mesmo dia em que nasceu. De família nobre. Tio-avô do cardeal Leandro Porzia, OSBCas. (1728).
Cavaleiro da Soberana Ordem de Malta. Entrou na Congregação do Oratório de S. Filipe de Neri, em Roma, aos dezoito anos.
Ordenado (nenhuma informação encontrada). Examinador de bispos. Consultor do SC do Index. Recusou a nomeação para a sé metropolitana de Avignon e só por obediência aceitou a promoção ao cardinalato.
Criado cardeal sacerdote no consistório de 2 de setembro de 1686; recebeu o gorro vermelho e o título de San Pietro in Montorio, em 30 de setembro de 1686. Penitenciário-mor, de 28 de fevereiro de 1688 a 11 de janeiro de 1709. Participou do conclave de 1689, que elegeu o Papa Alexandre VIII. Optou pelo título de Ss. Nereo ed Achilleo, 7 de novembro de 1689. Participou do conclave de 1691, que elegeu o Papa Inocêncio XII. Camerlengo do Sagrado Colégio dos Cardeais, de 2 de janeiro de 1696 a 14 de janeiro de 1697. Participou do conclave de 1700, que elegeu o Papa Clemente XI. Optou pelo título de S. Maria em Trastevere, em 27 de abril de 1705.
Morreu em Roma em 11 de janeiro de 1709, às 19h15. Em 14 de janeiro de 1709, seu corpo foi trasladado de seu palácio, com uma cavalaria solene, para a igreja de S. Maria em Vallicella, Roma. O velório e o sepultamento aconteceram naquela igreja.